# برافتان (استر أباد)
برافتان (بالفارسية: برفتان) هي قرية تقع في إيران في قسم استر أباد الریفي. يقدر عدد سكانها بـ 1,837 نسمة .